# キリストの磔刑

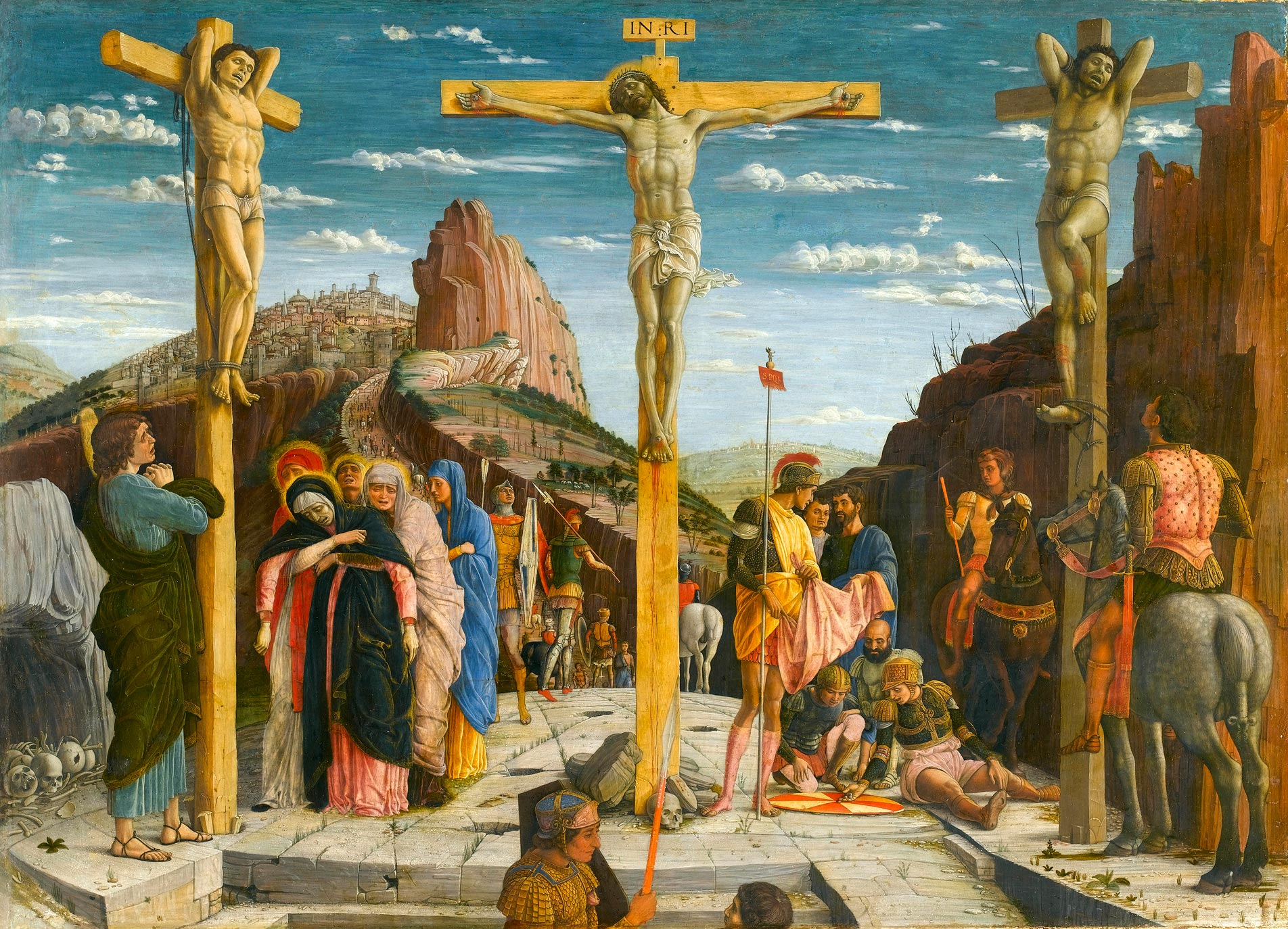
磔刑（アンドレア・マンテーニャ画、1459年）

キリストの磔刑（キリストのたっけい、英語: The Crucifixion of Christ, The Crucifixion of Jesus）とは、イエスがエルサレム神殿を頂点とするユダヤ教体制を批判したため、死刑の権限のないユダヤ人の指導者たちによって、その権限のある支配者ローマ帝国へ反逆者として渡され、公開処刑である十字架に磔となって処刑されたというものである。
キリスト教の教義においては、救い主であるイエス・キリストが人類をその罪から救うために、身代わりに磔になったものとされる。

## 十字架刑
十字架刑はその残忍性のため、ローマ帝国でも反逆者のみが受け、ローマ市民権保持者は免除されていた最も重い刑罰であった。
1世紀前半、ユダヤ人の父母の下に生まれたナザレのユダヤ人イエスが、当時のユダヤ教のあり方を批判してユダヤ社会を脅かしたために排除される際、ローマ帝国の権威を借りて処刑されたため、この刑が適用されたと考えられる。
この時代の磔刑では十字架につけられて即死することはなかった。刑を受ける者は両手首と両足首を釘でうちつけられ、体を支えられなくなることで呼吸困難に陥って死に至った。そのため、長引く場合は48時間程度も苦しみ続けて死んだと言われる。ただしイエスと共に十字架につけられた二人の男は、安息日に死体が十字架にかかっていることを嫌ったユダヤ人たちの依頼で、安息日を迎える前に足を骨折させて窒息死させられた。兵士はイエスの足も折ろうとしたが、すでに死亡していたためやめた。イエスの死を確認するため、ある兵士が槍（聖槍）でイエスのわき腹を突き刺したという記述も福音書に見られる。

### イコン

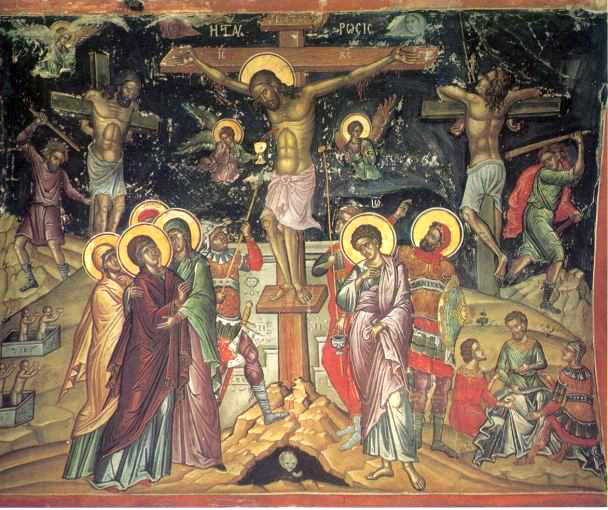
クレタのセオファニスによって16世紀に描かれた、キリストの磔刑とそれを見守る人々が描かれた正教会のイコン。アトス山のスタヴロニキタ修道院所蔵。

正教会のイコンにおいては、足台が描かれる。これは聖伝において十字架に足台が設けられていたと伝えられている事による。この事が八端十字架（ロシア十字）の意匠に反映されている。

### 関連する伝説
にがりをまぜた酢をのませられ、ロンギノスという名の兵隊がイエスの脇腹を槍で突きさした。

イエスと共に十字架に磔にされた2人の男の名は、デュスマスとゲスタスと呼ばれる罪人である。ニコデモ福音書第10章には下記のように記述されている。
一緒に十字架につけられた悪党の一人が悪態をついてイエスに言った、「もしもお前がキリストならば、自分で自分を救い、また俺達を救ってくれればいいだろう。」デュスマスという名の男の方が相手を叱って言った、「お前は同じ刑を受けていながら、神を恐れることをしないのか。俺達には当然のことさ。俺達は自分のやったことにふさわしい罰を受けているのだからな。しかしこの方は何の悪いこともしておいでではないのだぞ。」そして言った、「主よ、汝の御国にて私を思い出して下さいますように。」イエスは彼に言った、「まことにまことに汝に告ぐ、今日汝は我と共に天国にいるであろう。」
同じ場面の記述が同書第26章にもある。
このように彼らが話していると、そこに、もう一人、肩に十字架を背負った卑しい人が来た。この人に聖なる父祖達は言った、「あなたは強盗のように見えますが、それに肩に十字架をかついでおいでですが、いったいどなたですか。」その人が答えるには、「あなた方がおっしゃるように、私は世の中にいた時は強盗、盗人でした。それでユダヤ人達は私をつかまえ、十字架の死刑に処したのですが、それはちょうど私達の主イエス・キリスト様と同時でした。主が十字架にかけられ給うた時に、いろいろな奇跡がおこり、それを見て私は信じました。私はキリスト様に呼びかけて言いました、主よ、あなたが王として支配なさる時、どうぞ私のことをお忘れにならないで下さい、と。するとすぐに主は返事をして下さり、まことにまことに汝に言う、今日すでに汝は我と共に天国にいるであろう、と言われたのです。それで私は自分の十字架をかついで天国に来たのですが、そこで大天使ミカエル様にお会いしましたので、申しました。十字架につけられた私達の主イエス様が私をここにつかわし給うたのです。ですからエデンの園の門の中に私を入れて下さい、と。すると(入り口にある)燃えている剣が、十字架の徴を見て、開き、私は入ることができました。そうして、大天使様が私におっしゃいました、しばらく待っているがよい、人類の始祖であるアダムが義人達と共に来て、彼らもまた中にはいって来るから、と。というわけで今、あなた方をお見受けしたので、お迎えに参ったところです。」これらのことを聞いて聖者達はみな大声で叫んで言った、「我らの主キリストは偉大なるかな。その御力は偉大なるかな。」

### 杭殺刑

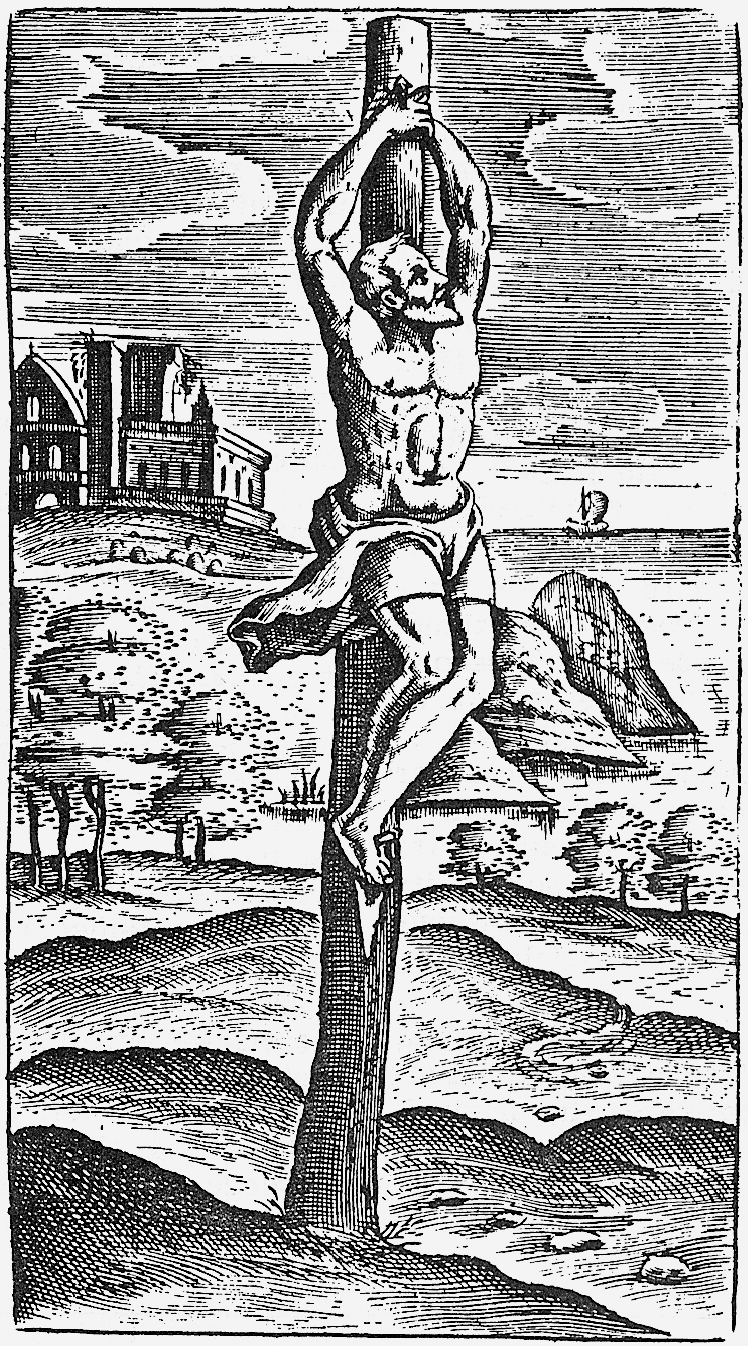
杭殺刑
ユストゥス・リプシウス De cruce （1595年）

新約聖書学の一部に、十字架の高さは人の背の高さから少し高い程度に過ぎなかったが、後の時代には、イエスを神と理解する信仰から、十字架刑の残忍性が払拭されるようになり、神の栄光を表すという心情から、高く掲げられるように変わってきた、という説がある。
またキリスト教系の新宗教であるエホバの証人はキリストの磔刑が「一本の杭（苦しみの杭）」で行われたと主張している。彼らが発行した『参照資料付き新世界訳聖書』の付録において、「苦しみの杭」の根拠としてカトリック教会の学者ユストゥス・リプシウス（1547-1606年）の著書『デー・クルケ・リブリー・トレース』を引用しており、その本の複写を掲載している（ただし同書には十字架につけられた人の絵も掲載してあり、ｐ46にて『十字架こそキリストを処刑するのに使われた刑具である』とリプシウスは説明している）。
上記のような考えに対し、新約学者Franceは、マルコの福音書15章36節「海綿に酸いぶどう酒を含ませて葦の棒に付け」「エリヤが彼を降ろしに来るか」という記述から、棒につけなければならない程の高さがあったこと、また「降ろす」という単語の接頭辞 κατα は「（ある程度の高さ）から」という意味があるため、縦木は高く、イエスが負わされたのは横木であった、つまり文字通りの十字架刑であったと主張している（R・T・フランス）。また大野キリスト教会牧師であり、「JWTC（エホバの証人をキリストへ）」主宰者の中澤啓介は著書『十字架か、杭か』において、エホバの証人が論点とする「イエスの時代のギリシャ語『スタウロス』」が「十字架」であったという考古学的証拠が多数発見されており、1～3 世紀のキリスト者の墓地に十字架が刻まれていることが、考古学的発見から明らかになっている、と述べている。
神学者の佐藤研はイエスの十字架については「十字型」ではなく「T字型」であったろうとの見解を記し、本来処刑道具であることを示すためにスタウロス（十字架）の訳語として「杭殺刑」「杭殺柱」にしてはどうか、という提言を行なっている。
一方で、聖書学者の秦剛平は、エステル記でハマンが処刑された際に、「木柱に吊るす」を意味するアナスタウローが用いられており、これが「短い、横棒と長い縦棒を組み合わせた十字形の木柱ではなく、あくまでも一本の棒である」ことを指摘した上で、イエスの処刑については、「何百本の木柱がエルサレムのアントニアの塔（中略）の中に保管されていたと想像するが、十字架状のものではかさばってしょうがない」「彼らを柱に吊るすのであれば、それは保管上からしても一本の木柱であったと想像するのが妥当である」 と結論づけ、イエスは十字架にかけられたのではなく、一本の木柱に吊るされたと理解している。

### ユダヤ戦争時の磔刑
ヨセフスの『ユダヤ戦記』には、第一次ユダヤ戦争のエルサレム攻囲戦 (70年)の際、ローマ皇帝の皇子ティトゥス率いるローマ軍とアグリッパ2世の軍が同盟して、エルサレム神殿に立て篭もるユダヤ人とアロンの子孫とされるレビ族サドカイ派の祭司たちを兵糧攻めにし、投降してきた人々を磔刑で処刑したことが記されている。

## ローマ総督
当時のユダヤ属州のローマ総督ピラトは、イエスを救うために以下のような手を尽くしたと福音書記者は記述している（しかし歴史上の彼は、実際は、ユダヤ人に対して残忍であったとも言われている）。
- 同時期に死刑を宣告されていたバラバとイエスのどちらかを釈放しようとした。しかし、民衆はイエスを釈放することを望まなかったので、バラバが放免された。
- イエスに十字架を自分で運ばせるなどの手段を使い苦痛を与えるとともに、それは政治犯への見せしめであった。なお、裁判から磔の実行までは、日没から無酵母パンの祭りが始まるので、できるだけ早く処理された（当時の一日の始まりは日の出ではなく、日没からである）。

## 芸術・作品

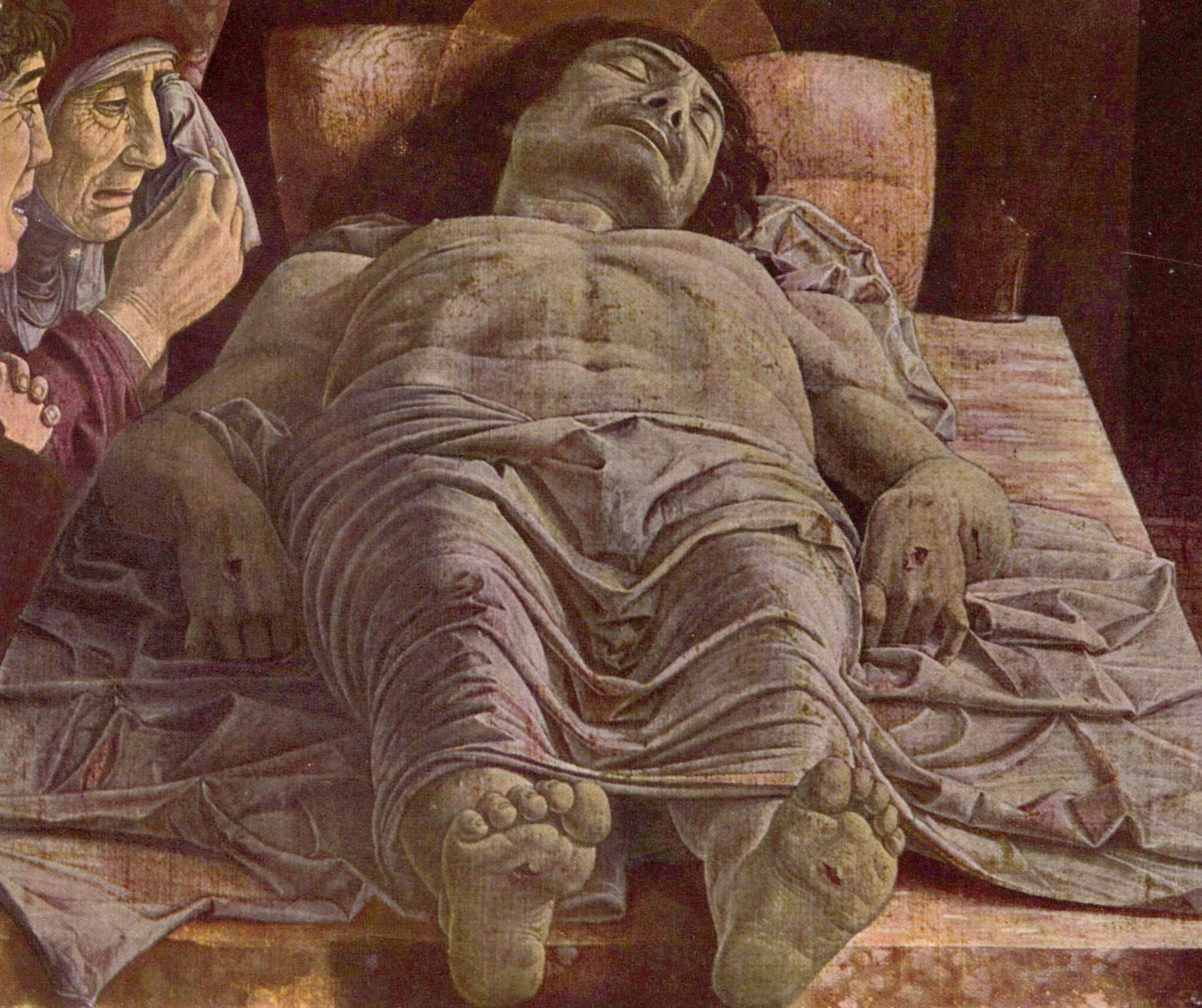
『死せるキリスト』
アンドレア・マンテーニャ　1490年代　ブレラ絵画館（ミラノ）

キリストの磔刑は、数多くの美術や文学の主題として選ばれている。
文学では、ノーベル文学賞作家、ペール・ラーゲルクヴィスト著の『バラバ』が有名である。
美術では一連の磔刑の出来事は、いくつかのさらに細かい主題に分類されている。
- キリスト昇架： キリストをはりつけた十字架を起こす場面。ルーベンスの同名作が名高く、「フランダースの犬」にも登場するほど。
- 磔刑図： 数限りなくあるが、例えばヤン・ファン・エイクのものがよく知られている。
- キリスト降架、十字架降架： キリストが十字架から降ろされている場面。十字架を描かない場合もある。ロッソ・フィオレンティーノやポントルモのものが有名。

絵の中に登場する人物は福音書によってその場にいたと記録されているイエスの母マリア、ヨハネ、マグダラのマリアなどである。また福音書の記述に基づき、ラテン語の「IESVS NAZARENVS REX IVDAEORVM」（ユダヤ人の王、ナザレのイエス）の頭字語である「INRI」と書かれた罪状書きが十字架の上に掲げられている。また、ゴルゴタの丘がアダムの墓であるという伝承に基づき、これを表すものとして、イエスが架けられた十字架の根本にはしばしば髑髏が描かれる。
映画では、『ベン・ハー』『最後の誘惑』『キング・オブ・キングス』『偉大な生涯の物語』『聖衣』などが、キリストの磔刑を描いている。2004年2月にアメリカ合衆国で公開（日本では5月に公開）された『パッション』は、極めて凄惨な磔刑の執行場面を描いたことなどで物議を醸した。